# Arthur Dove
Arthur Garfield Dove (Canandaigua, 2 agosto 1880 – Centerport, 23 novembre 1946) è stato un pittore statunitense.
Dal 1907 al 1909 visse in Francia, dove fu colpito dalle fauves; passò il resto della vita su fattorie e battelli.
Astrattista, espose dal 1910 al 1912 presso l'atelier di Alfred Stieglitz.

## Galleria d'immagini

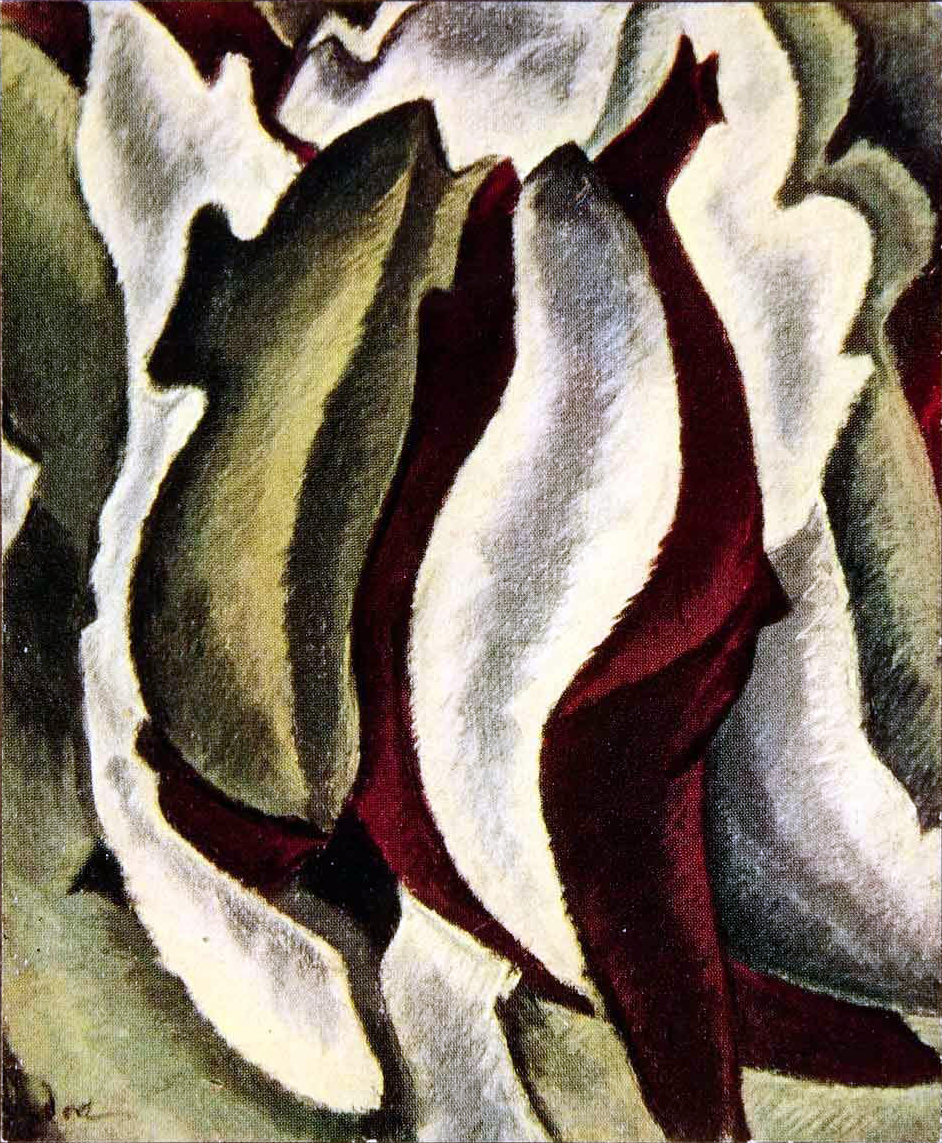
1911–12
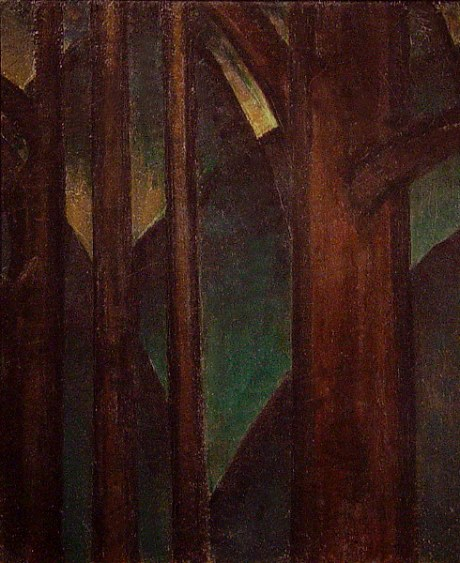
Dark Abstraction, 1917
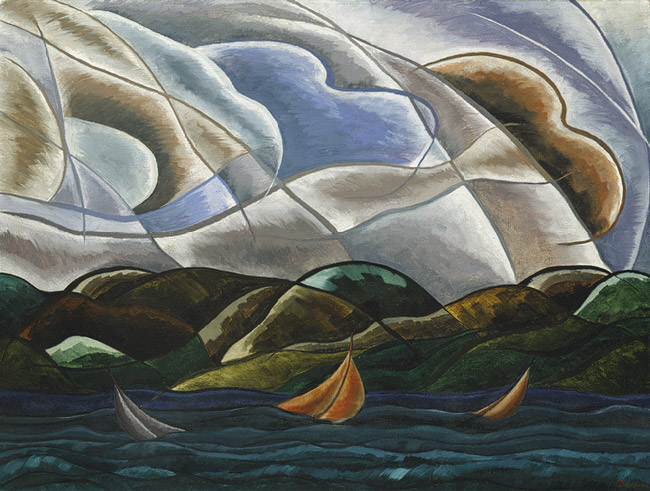
Clouds and Water, 1930
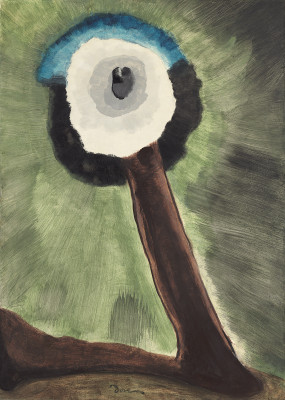
Moon, 1935
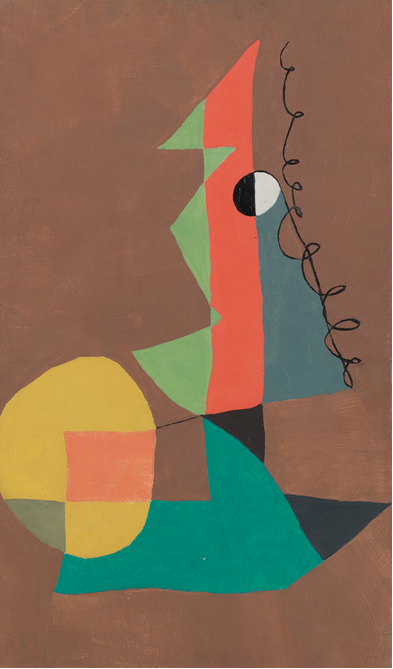
"04 PERCENT" 1942
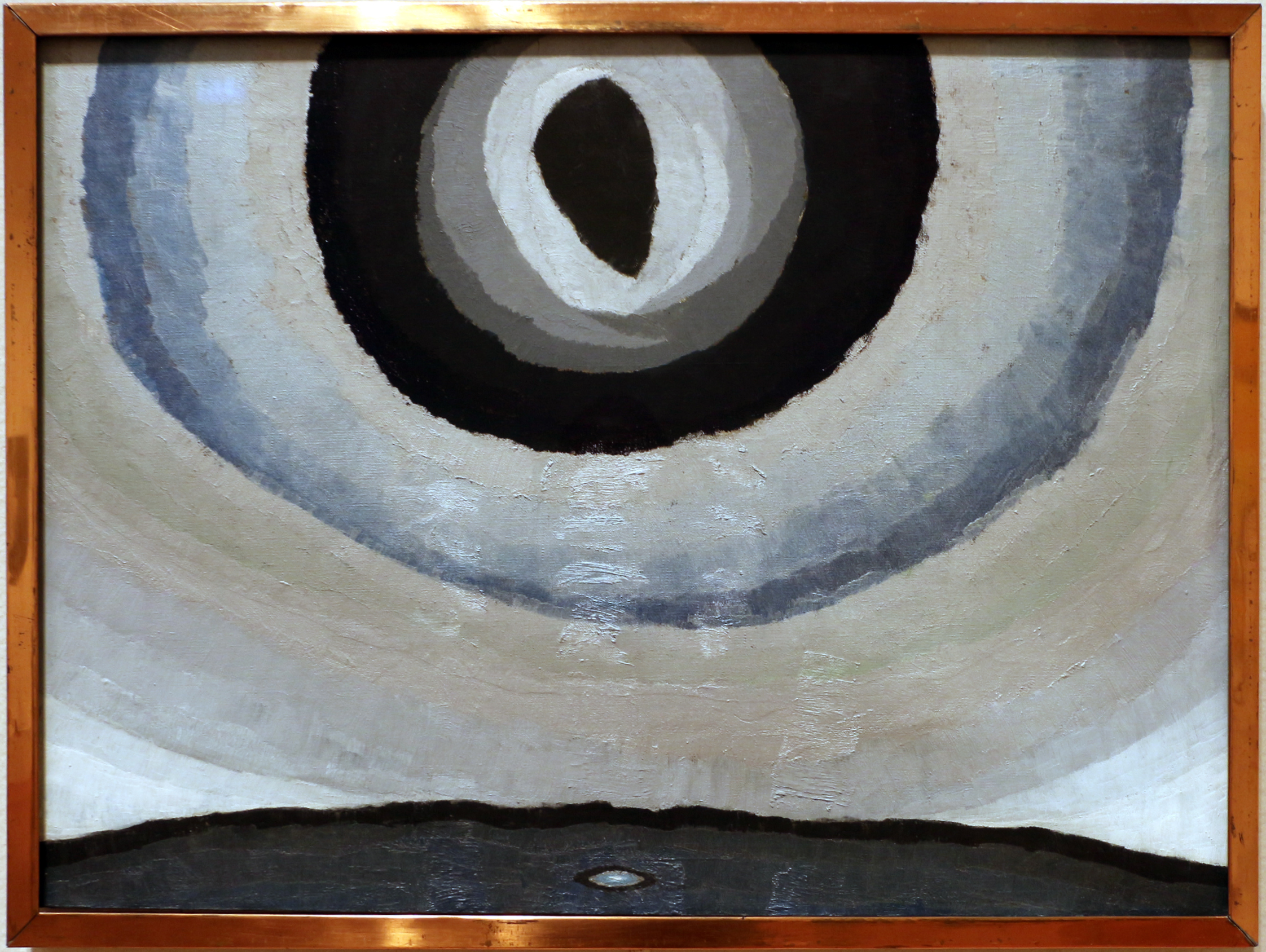
1929
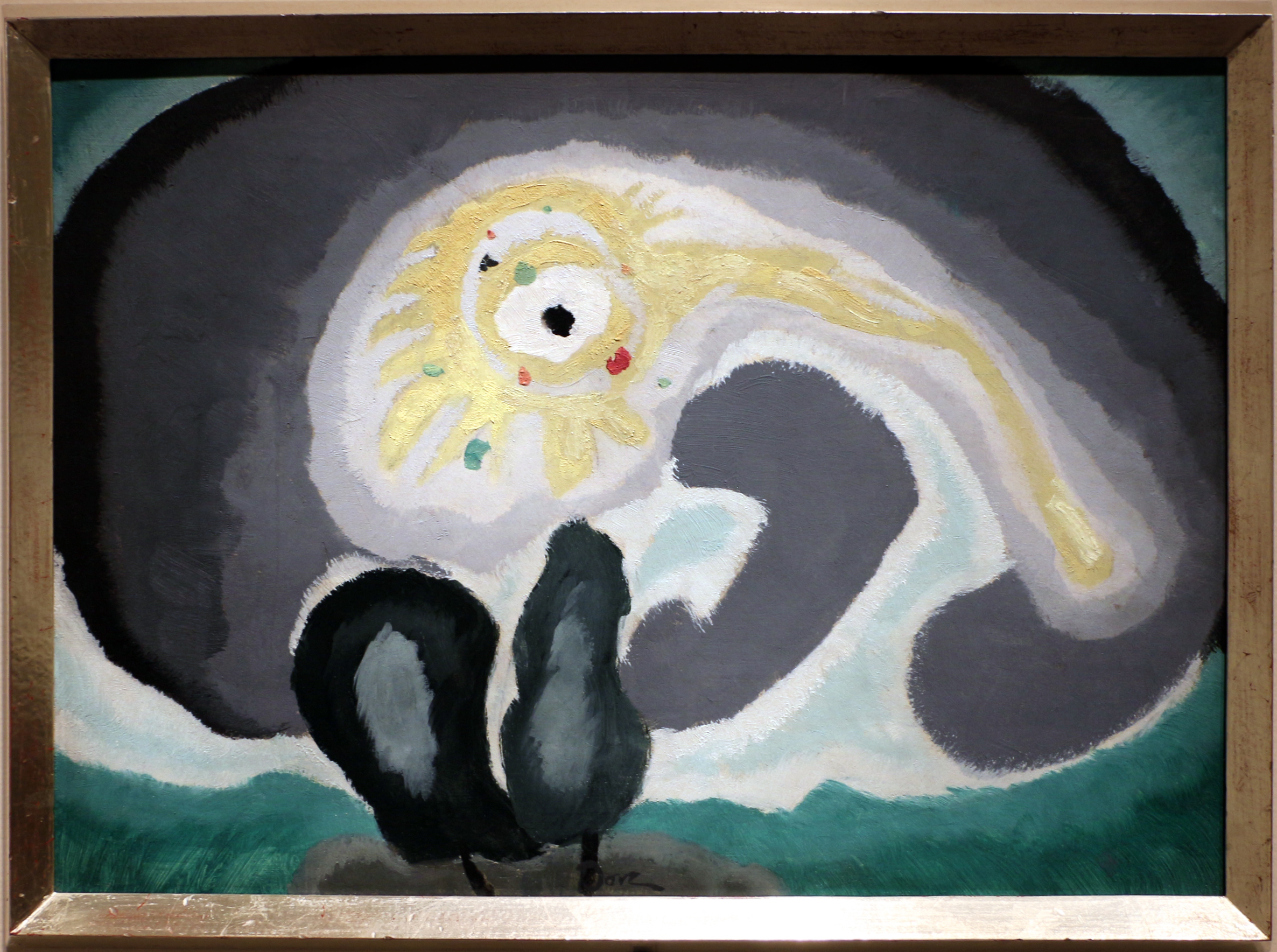
1935
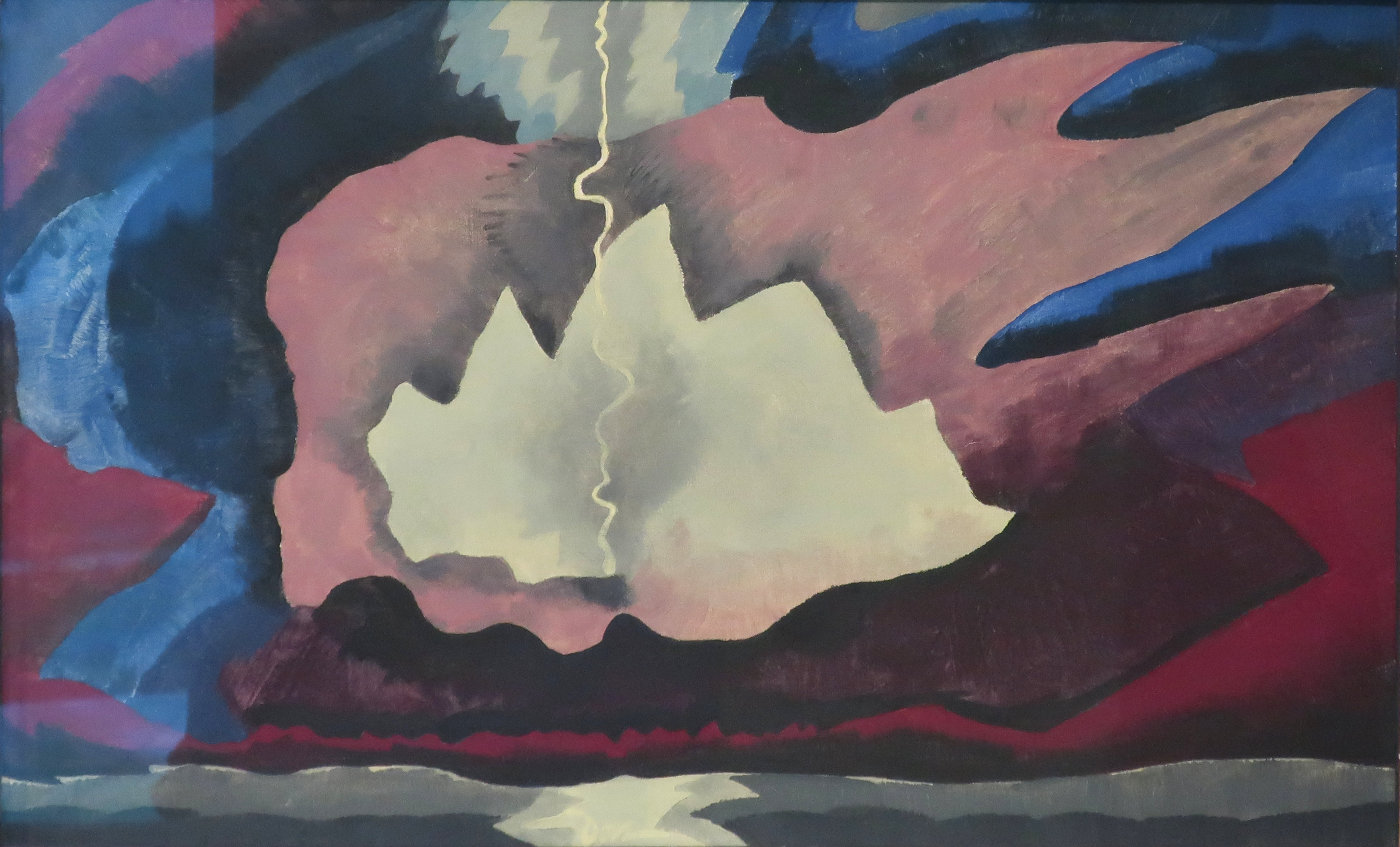
1940
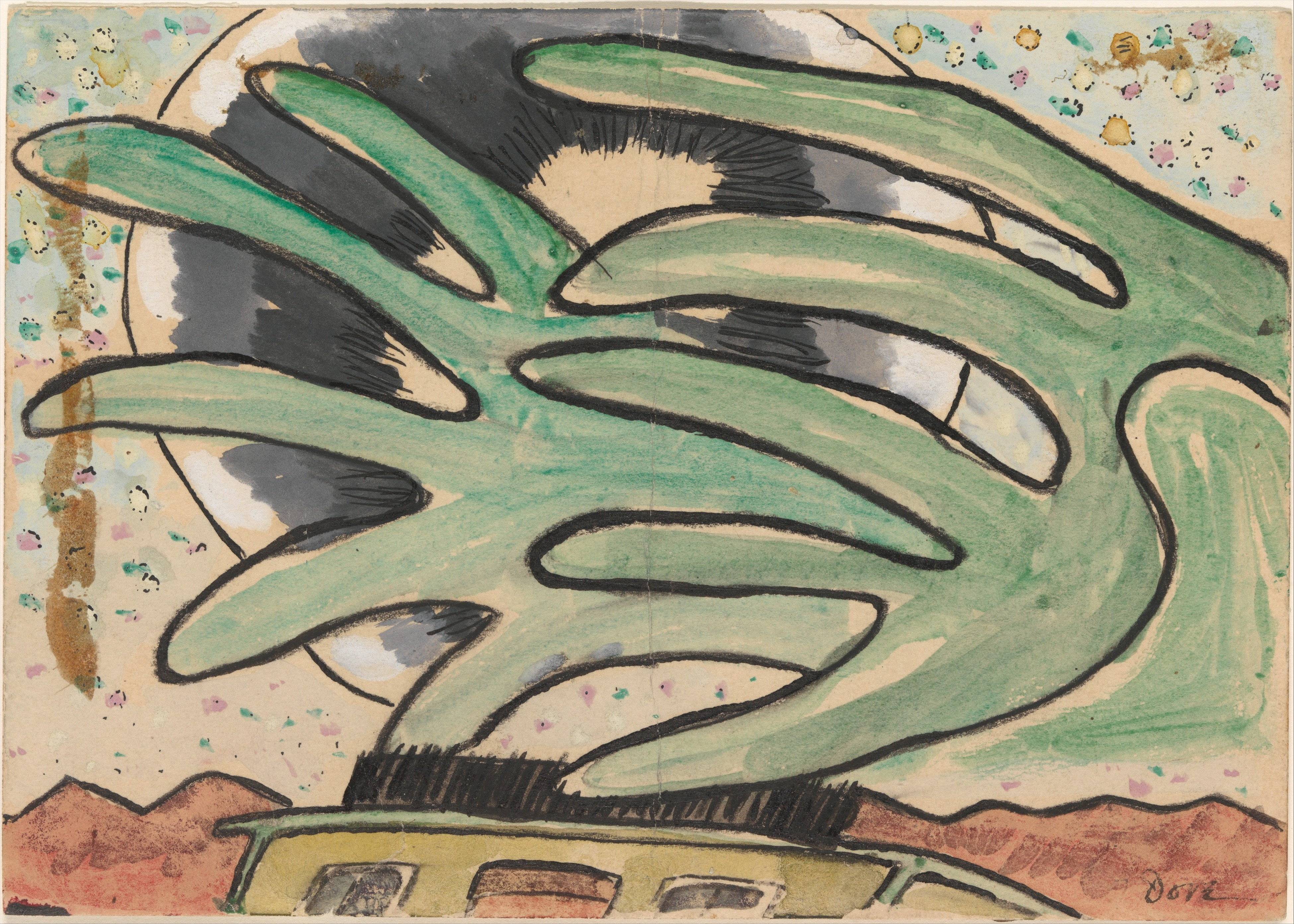
1930